# Gabicce Mare
Gabicce Mare är en ort och kommun i provinsen Pesaro e Urbino i regionen Marche i Italien. Kommunen hade 5 680 invånare (2018).